# Diego de Losada

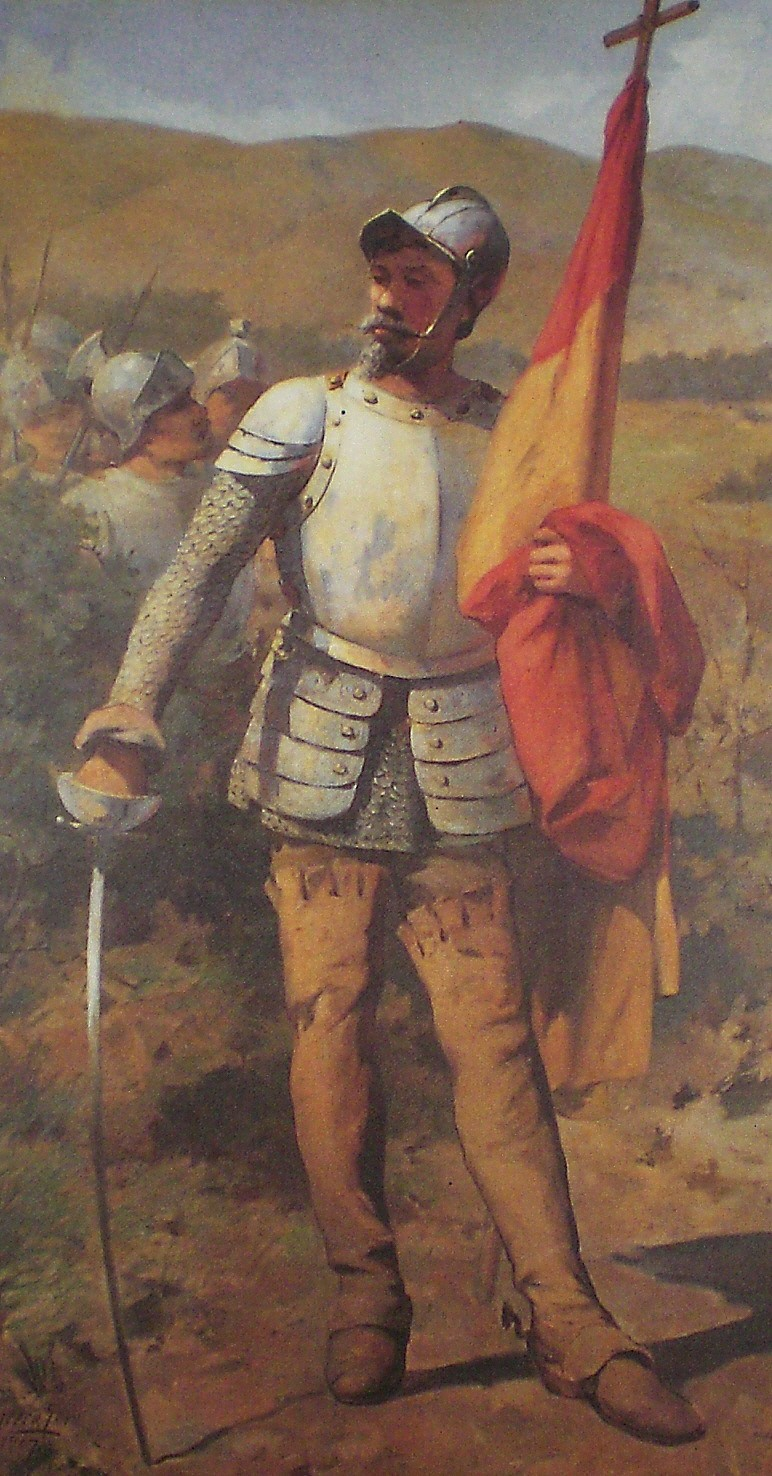
Diego de Losada, door Herrea Toro.

Diego de Losada (Rionegro del Puente, 1511 – Borburata, 1569) was een Spaans conquistador. Hij werd geboren in de Spaanse provincie Zamora en overleed in Venezuela in de tegenwoordige deelstaat Lara.
In 1526 trad hij in dienst bij het paleis van Alonso de Pimentel, de eerste Conde de Benavente (graaf van Benavente). Op jonge leeftijd vertrok hij naar Amerika, waar hij in 1533 aankwam in Puerto Rico. In Spaans-Amerika werkte vervolgens onder meer als soldaat, verkenner en huurling.
In 1567 versloeg hij Tamanaco, de leider van de Mariches die in de zestiende eeuw met name in het gebied waar het tegenwoordige Caracas ligt hevig verzet voerden tegen de Spaanse veroveraars. De Losada ging vervolgens de geschiedenis in als stichter van de stad Santiago de León de Caracas, het tegenwoordige Caracas, vermoedelijk op 25 juli 1567. Op 8 september van datzelfde jaar stichtte hij el puerto de Nuestra Señora de Caraballeda (het tegenwoordige Caraballeda in de deelstaat Vargas), als eerbetoon aan de beschermheilige van zijn geboortedorp: de Maagd van Carballeda.
Eind 1569 stierf De Losada. Zijn overblijfselen worden in Cubiro (deelstaat Lara) bewaard als toeristische attractie.